# Estado de Dhrol
El estado de Dhrol fue uno de los 562 estados principescos de la India británica . Era un estado de 9 salvas de fuego perteneciente a la Agencia Kathiawar de la Presidencia de Bombay. Su capital estaba en la localidad de Dhrol, situada en la histórica región Halar de Kathiawar.

## Historia
El estado de Dhrol fue fundado en 1595 por Jam Hardholji, hermano de Jam Rawal, el fundador del estado de Nawanagar. La familia real pertenecía a la rama más antigua de la dinastía Jadeja de Rajputs, que son descendientes de la tribu Samma de Sindh. El estado de Khirasra era una rama de Dhrol.
El estado de Dhrol se convirtió en protectorado británico en 1807. La población del estado fue diezmada por la hambruna india de 1899-1900, de 27.007 en 1891 se redujo a 21.906 en el censo de 1901. El último gobernante del estado de Dhrol, Thakur Sahib Chandrasinhji Dipsinhji, firmó la adhesión a la Unión India el 15 de febrero de 1948.

## Gobernantes
Los gobernantes del estado llevaban el título de Thakore Saheb. Tenían derecho a una salva de 9 cañonazos.

### Lista de gobernantes
- 1595-?: Hardholji
- ?-?:  Jasoji Hardolji
- ?-?: Bamanyanji Jasoji
- ?-?: Hardholji Bamanyanji I
- ?-1644: Modji Hardholji
- 1644-1706: Kaloji I Panchanji
- 1706-1712: Junhoji I Kaloji
- 1712-1715: Ketoji Junoji
- 1715-1716: Kaloji II Junoji (m. 1716)
- 1716-1760: Vaghji Junoji
- 1760-1781: Jaysinhji I Vaghji
- 1781-1789: Junoji II Jaysinhji
- 1789-?: Nathoji Junoji
- ?-1803: Modji Nathoji
- 1803-1844: Bhuptasinhji Modji
- 1845-1886: Jaysinhji II Bhuptasinhji (n. 1824 - m. 1886)
- 26 de octubre de 1886 - 31 de julio de 1914: Harisinhji Jaisinhji (n. 1846 - m. 1914)
- 2 de septiembre de 1914 - 31 de agosto de 1937: Dolatsinhji Harisinhji (n. 1864 - m. 1937)
- 31 de agosto de 1937-1939: Jorawarsinhji Dipsinhji (n. 1910 - m. 1939)
- 10 de octubre de 1939 - 15 de agosto de 1947: Chandrasinhji Dipsinhji (n. 1912 - m. ....)